# فلينت (تكساس)
فلينت (بالإنجليزية: Flint, Texas)‏ هي unincorporated community of the United States of America تقع في الولايات المتحدة في مقاطعة سميث (تكساس). يقدر عدد سكانها  وترتفع عن سطح البحر 159.11 متر.

## أعلام
- ماكنزي براون